# 路易斯·埃爾南德斯·羅德里格斯
路爾斯·靴南迪斯·洛迪古斯（西班牙語：Luis Hernández Rodríguez，1989年4月14日－），簡稱路爾斯·靴南迪斯（西班牙語：Luis Hernández）是一位職業足球員，司職中衛。現效力於西甲球隊加的斯。